# Kombrig
Kombrig (ros. комбриг) – stopień oficerski w korpusie politycznym Armii Czerwonej odpowiadający randze pułkownika lub generała-majora także określenie nazwy stanowiska służbowego dowódcy brygady w Armii Czerwonej, skrót od komandir brigady (ros. командир бригады).
Stopień kombriga był niższy od stopnia komdiwa.

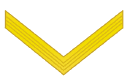
Rękaw
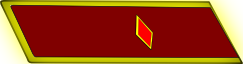
Kołnierz
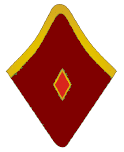
Płaszcz